# Sonata pentru pian nr. 13 (Beethoven)

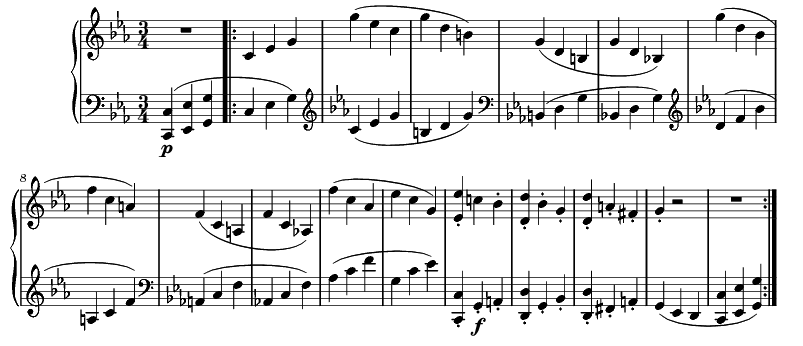
Tema mişcării a doua;

Sonata pentru pian nr. 13 în Mi bemol major, op. 27, nr. 1 de Ludwig van Beethoven este o sonată pentru pian care a fost compusă între anii 1800 și 1801 și este dedicată Prințesei de Liechtenstein. Compoziția durează aproximativ 15 minute.

## Mișcări
Opera 27 nr.1 constă în patru mișcări:
- Andante - Allegro - Tempo I
- Allegro molto vivace [ - attacca - ]
- Adagio con espressione [ - attacca - ]
- Allegro vivace - Tempo I - Presto